# Manning Clark
Manning Clark AC, né le 3 mars 1915 à Sydney et mort le 23 mai 1991 , est un historien australien. Il a exercé une profonde influence sur l'historiographie australienne.

## Biographie
Il étudie à la Melbourne Grammar School (en), à l'université de Melbourne et à l'université d'Oxford. À Oxford il épouse Dymphna Lodewyckx. Il revient en Australie pendant la Deuxième Guerre mondiale et est nommé professeur d'histoire à Geelong Grammar School. En 1944, il est professeur de sciences politiques à l'université de Melbourne et en 1945 professeur d'histoire de l'Australie. En 1949, il rejoint Canberra où il travaille au Canberra University College (qui rejoindra plus tard l'université nationale australienne). Au milieu des années 1950, Clark conçoit un nouveau projet : une grande histoire multi volume de l'Australie, basée sur les sources documentaires mais contenant l'expression à ses propres idées au sujet de l'histoire australienne. Son A History of Australia (en six volumes de 1969 à 1987) est devenu influent et populaire.
Écrivant l'histoire de la période de la guerre froide et de l'ère du premier ministre Gough Whitlam, Clark est devenu un auteur souvent controversé. Ses premiers travaux sont souvent considérés comme conservateurs et ceux qui suivirent comme plus proches de la gauche.
En mars 2007, il apparut que le récit, donné par Clark dans ses mémoires et ailleurs, selon lequel il marcha dans les rues de Bonn le lendemain de la Nuit de Cristal, ne correspondait pas à la réalité. En examinant les lettres et le journal de Clark, l'auteur Mark McKenna a établi que ce fut Dymphna, la future épouse de Clark, qui fut présente ce jour-là et que Clark n'arriva à Bonn qu'une quinzaine de jours plus tard. Un biographe de Clark, Brian Matthews, excuse Clark de la façon suivante : quand Clark arriva à Bonn le 25 novembre 1938, les effets de la Nuit de Cristal « étaient encore visibles de façon choquante, et ils étaient assez explicites et frappants pour marquer sa sensibilité et vivre dans sa mémoire... Avec sa capacité de reconstruction imaginative et sa sensibilité aiguë à l'ambiance émotionnelle et à l'atmosphère, ce qu'il vit de la suite immédiate des évènements fut pour lui aussi bouleversant que les évènements eux-mêmes l'avaient été pour Dymphna et d'autres qui les avaient vécus la nuit du 10 november 1938. »

## Distinctions
- Compagnon de l'Ordre d'Australie (AC) dans la liste d'honneurs de 1975
- Australian of the Year 1980